# 塔庫里

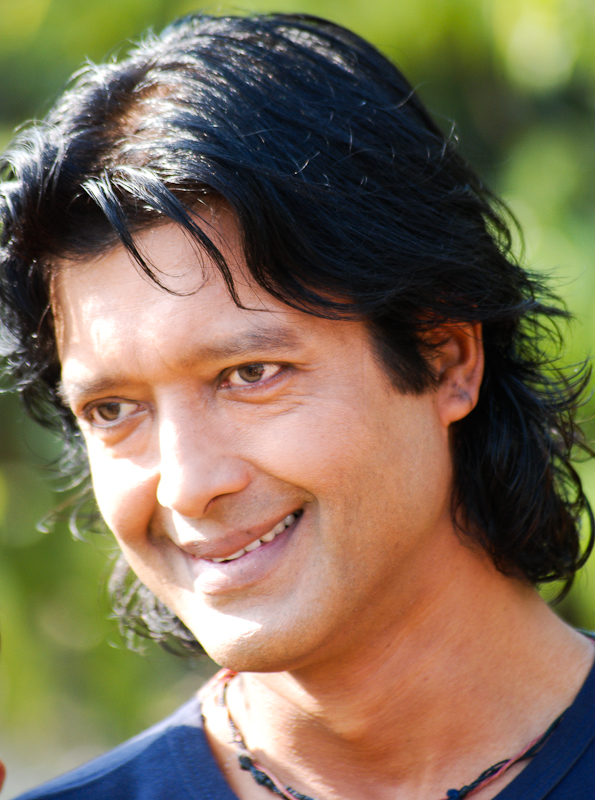
尼泊尔塔庫里族男演员拉杰什·哈马尔

塔庫里（羅馬化：Ṭhakurī） 是尼泊爾印度教徒中的種姓。
塔庫里通常被認為是卡斯人中的剎帝利種姓，根據2011年人口普查，尼泊爾塔庫里的人口為425,623人，大多生活在尼泊爾中西部山區，98.71％人相信印度教，大多數人以尼泊爾語作為第一語言。
塔庫里有時被認為是切特里種姓分支，但是許多人都不接受，他們聲稱塔庫里地位比切特里更高，或至少與他們不同。
這種姓與中世紀印度王族有關，一些人說塔庫里源自印度的拉其普特人，他們在中世紀時為逃避穆斯林入侵前往尼泊爾。另一說，尼泊爾不同時期的所有統治部族都被認為是“塔庫里”(他們多來自印度)。
如一巴洪娶了塔庫里種姓的妻子，他的子女就稱哈邁勒。傳統上，塔庫里的主要職業涉及政府、農業和軍隊。塔庫里傳統上是統治階級和戰士階級。但大多數尼泊爾西部塔庫里是農民，除了首都的少數貴族家庭。

## 歷史
古尼波羅國第一位塔库里种姓國王是安蘇·巴馬(605/606-629/621/640年)，他不是離車王朝（現代音譯李查維）血统國王，但把女兒嫁給離車國王吉天（Shiva Deva，傳統音譯濕婆提婆，現代音譯希瓦·德瓦），成為事實上的統治者，也被认为是離車王朝的国王。
1069年10月8日（一说879年），塔庫里人罗怙子天（Raghava Deva，现代音译拉格瓦·德瓦）在尼泊爾中部建立了塔库里王朝，擊敗了離車人。他們的統治直到12世紀，但在尼泊爾西部，強大的卡薩王國和一些新王國正被塔庫里國王統治。後來，廓爾喀王國的普里特維·納拉揚·沙阿統一了尼泊爾，沙阿王朝的國王和世襲尼泊爾首相的拉納家族也屬塔庫里種姓成員。